# Euhesma halictina
Euhesma halictina là một loài Hymenoptera trong họ Colletidae. Loài này được Cockerell mô tả khoa học năm 1920.

## Hình ảnh

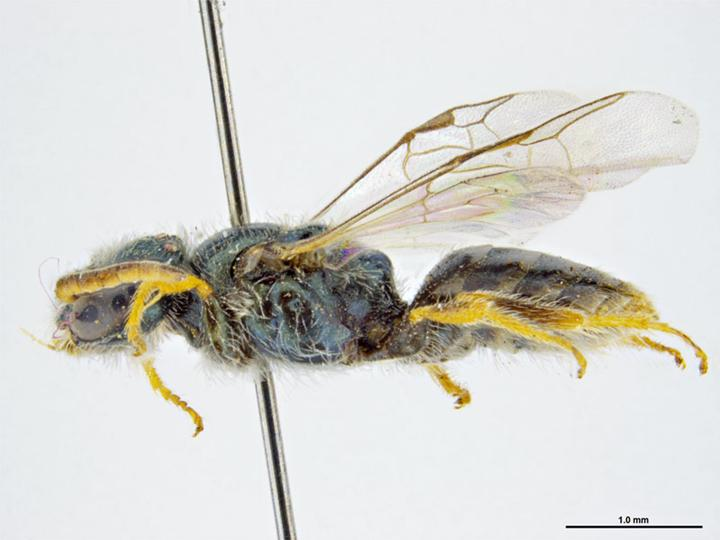